# Leonid Romanov
Leonid Michajlovič Romanov (in russo Леонид Михайлович Романов?; Mosca, 13 febbraio 1947) è un ex schermidore sovietico, vincitore di una medaglia d'argento nella scherma ai giochi olimpici, due ori, due argenti e due bronzi ai Campionati mondiali di scherma.